# آيت لحسن أوعلي (إغشان)
آيت لحسن أوعلي هو دُوَّار يقع بجماعة آيت أوفقا، إقليم تيزنيت، جهة سوس ماسة في المملكة المغربية. ينتمي الدوّار لمشيخة إغشان التي تضم 13 دوار. يقدر عدد سكانه بـ 124 نسمة حسب الإحصاء الرسمي للسكان والسكنى لسنة 2004.

## وصلات خارجية
- البوابة الوطنية للجماعات الترابية
- المندوبية السامية للتخطيط